# Mentzelia multicaulis
Mentzelia multicaulis är en brännreveväxtart som först beskrevs av George Everett Osterhout, och fick sitt nu gällande namn av J. Darlington. Mentzelia multicaulis ingår i släktet Mentzelia och familjen brännreveväxter. Inga underarter finns listade i Catalogue of Life.